# Emil Kjellberg
Oscar Emil Kjellberg, född 8 juni 1844 i Vänersborg, död 6 december 1923 i Storkyrkoförsamlingen, Stockholm, var en svensk ingenjör och uppfinnare. Han var far till Gerda Kjellberg.
Efter examen från Tekniska elementarskolan i Borås 1863 var Kjellberg anställd vid mekaniska verkstäder i Sverige och i USA 1863–73, verkmästare vid Lindholmens Mekaniska Verkstad i Göteborg samt vid mekaniska verkstäder i Oskarshamn och Köping 1873–80 samt disponent och verkstadsföreståndare vid Kristinehamns Mekaniska Verkstad 1880–93. Han var konsulterande ingenjör i Stockholm från 1893 och ombud för AB Bofors-Gullspång samt blev t.f. kontrollingenjör vid Statens Järnvägar 1900. Han uppfann trädfällare, en säkerhetsvev för dressiner samt en svetsningsmetod för spruckna kyrkklockor.